# Cortinarius hemicaeruleus
Cortinarius hemicaeruleus Brotzu, Lorenzon, Padovan, Bellù & Dima è un fungo appartenente alla famiglia delle Cortinariaceae.

## Distribuzione e habitat
Questa specie è stata scoperta da poco in Sardegna sul Monte Limbara in provincia di Nuoro.